# Draško Brguljan
Draško Brguljan (Montenegrijns: Драшко Бргуљан) (Kotor, 27 december 1984) is een Montenegrijns waterpoloër. In 2008 nam hij voor het eerst deel aan de Olympische Zomerspelen. Montenegro haalde daarin de halve finales maar verloor van Hongarije. In de wedstrijd om de bronzen medaille verloren ze van Servië. 